# Spartaeus thailandicus
Spartaeus thailandicus là một loài nhện trong họ Salticidae.
Loài này thuộc chi Spartaeus. Spartaeus thailandicus được Fred R. Wanless miêu tả năm 1984.